# Sailor Live in Berlin
Sailor Live in Berlin is het enige livealbum van de muziekgroep Sailor. Sailor had een opleving dankzij een aantal reünieconcerten en trok daarbij vooral door Duitsland, maar ook andere landen werd aangedaan. Het album bevat een registratie van een (deel van een) concert dat Sailor gaf in Berlijn, doch ook fragmenten van andere concerten zijn op het album opgenomen. Sailor heeft in de loop der tijden veel wisselingen van samenstelling gehad. Op dit album speelde de grootste motor van de groep niet (meer) mee; Georg Kajanus. Wel zijn medeoprichters Pickett en Serpell nog van de partij. Het is weliswaar een livealbum, maar kon ook de titel meekrijgen van Greatest Hits, want het zijn bijna allemaal singles geweest.

## Musici
- Rob Alderton – nickelodeon, accordeon en zang
- Phil Pickett – zang, basgitaar, bassynthesizer
- Peter Lincoln – gitaar, charango, zang
- Grant Serpell – zang, slagwerk, percussie

## Composities
1. A Glass Of Champagne
2. La Cumbia
3. Give me Shakespearre
4. One drink too many
5. Blame it on the soft spot
6. The old nickelodeon sound
7. Mack the knife
8. The Secretary
9. Stay the night
10. Traffic Jam
11. Panama
12. Vera form Vera Cruz
13. La Bamba medley met onder andere Volare
14. Girls, Girls, Girls
15. Pop Music / Ghostbusters
16. Champagne reprise met fanfare.